# Tempo (schack)
För andra betydelser, se Tempo.
I schack hänvisar tempo till en "tur" eller ett drag. Tempo är vanligen synonymt med det vardagligare begreppet tid.
När en spelare når ett önskat resultat i färre drag än väntat "vinner han tempo", och likaså omvänt; alltså när en spelare tar fler drag på sig än nödvändigt för ett visst ändamål "tappar han tempo". Detsamma gäller när man tvingar sin motståndare att utföra vissa drag (ofta i försvar) som han annars inte skulle ha spelat, då "tjänar man tempo" eftersom motståndaren slösar på drag.